# Víspera de Año Nuevo en Sídney
La víspera de Año Nuevo de Sídney (en inglés, Sydney New Year's Eve, abreviado NYE), consiste en un evento de grandes características cuya realización toma lugar cada 31 de diciembre en la Ciudad de Sídney, Australia. Centrándose tanto en el famoso Puente de la Bahía como así también en la Casa de la Ópera y la zona de Port Jackson, el evento se conforma de dos grandes espectáculos de fuegos artificiales que suceden a las 09:00 PM y a las 12:00 PM, con los cuales se les suele dar la bienvenida al año nuevo. Ambos espectáculos suelen ser transmitidos a través de los medios periodísticos de todo el mundo, acaparando de dicha forma una audiencia de billones de espectadores. 
Sincronizados a una lista de canciones cuidadosamente seleccionadas que reflejan el pasado y el presente, dichos fuegos artificiales suelen ser lanzados desde el Puente, la Casa de la Ópera, y diferentes barcazas dispuestas alrededor de la Bahía. En algunas ediciones se realizó el uso de edificios situados en el distrito Financiero de la ciudad, como así también flotillas de Jet Skis que iban lanzando sus cargas pirotécnicas a medida que se iban movilizando sobre el agua. Además, se hace el uso de 4 plataformas pirotécnicas aéreas ubicadas entre el Puente de la Bahía y la Casa de la Ópera, creando diversas formaciones y lanzando alrededor de 600 efectos pirotécnicos. Cada año una nueva temática es elegida y visualizada por millones de personas que se congregan en más de 70 puntos diferentes de observación, en torno a lo que es uno de los eventos artísticos y culturales más imponentes en el Planeta.
La Víspera fue transmitida por primera vez el 31 de diciembre de 1995 a través de la Televisión Nacional. Originalmente, el espectáculo de fuegos artificiales más grande tomaba lugar a las 09:00 PM, siendo sucedido por uno más pequeño a las 12:00 PM, situación que a partir de 1999 cambió con la llegada del nuevo milenio y otros acontecimientos muy importantes para Australia en el 2000. Durante el 2020, y debido a la aparición del COVID-19, el evento fue por primera vez reducido y adaptado a la situación sanitaria imperante en la Comunidad. 

## Historia
En 1976, el Comité de Sídney decidió reconstituír un decadente Festival de la Waratah para renovarlo y cambiar su nombre por "El Festival de Sídney". En el primer encuentro establecido por el Comité de Programación de dicho Festival, se acordó la idea de realizar el mismo cada 31 de diciembre, volcando su presencia sobre toda la Bahía y sus áreas adyacentes. El mismo incluiría flotillas de barcos decorados para la ocasión, música, y un "Espectacular espectáculo de fuegos artificiales a medianoche". De esta forma, el Festival de Sídney logró convertirse en la primera gran Víspera de Año Nuevo en ser celebrada dentro de la Ciudad, siendo Stephen Hall el primer Director Ejecutivo de la misma desde 1977 a 1994. En la edición de 1979, el programa para el festival incluyó una colorida imagen de fuegos artificiales explotando sobre la Casa de la Opera abajo de un eslogan que rezaba "Entra en los '80 con un bang". 
La inspiración de utilizar al Puente de la Bahía como base de lanzamiento para fuegos artificiales vino desde el uso de fuegos artificiales sobre el Puente de Brooklyn en 1983, con el motivo de celebrar su centenario.
Syd Howard, reconocido pirotécnico, utilizó su inspiración y las chances que le fueron ofrecidas para colocar un espectáculo de fuegos artificiales en la cima del Puente de la Bahía hacia 1986, cuando se celebró el 75 aniversario de la Armada Real Australiana. Allí, el pirotécnico introdujo el famoso "Efecto Cascada" como así también un mensaje hecho de bengalas sobre la pasarela del puente, que en aquella ocasión rezaba "Nueva Gales del Sur saluda a la Armada Real Australiana".
Desde 1996 a 1999, la administración del evento fue depositada en la empresa Spectak Productions, del Productor y Director Ric Birch. Birch, conocido por sus numerosos trabajos en ceremonias de apertura y clausura de los Juegos Olímpicos, involucró en dicha tarea al director de eventos, actor, periodista y exlíder de la Banda Jimmy and the Boys, Ignatius Jones, quien pasó a ocupar el cargo de Director Creativo junto con Catriona Brown, de Productora Senior. 
Después de 6 años de trabajo, Jones renunció al cargo en 2002, siendo reemplazado por el Ex-Director Artístico de los Festivales de Sídney y Melbourne, Leo Schofield. Ken Wilby continuó al año siguiente como Gerente de Producción, siendo Ed Wilkinson el Productor General desde 2003 a 2005. En dicho año es Wayne Harrison, Ex-Director de la Compañía de Teatro de Sídney, quien toma el relevo de Director Creativo, siendo acompañado por Katrina Marton en el rol de Productora para las ediciones desarrolladas hasta 2007.
Brenton Kewley, que trabajó en diferentes áreas del evento desde 1996 (Incluyendo la Dirección Artística y la Producción Asociada) continuó como Productor desde 2008 a 2009, siendo acompañado por la reconocida Periodista Rhoda Roberts, quien se transformó en la primera Directora Creativa desde 2008 a 2010. 
A partir del 2011 y hasta el 2018, la dirección creativa del evento cayó en manos de Imagination Australia, que año a año supo colocar diferentes referentes artísticos de renombre internacional para darle una esencia particular a cada edición. Tal fue el caso de Marc Newson, Kylie Minogue, Reg Mombassa, o Jack Thompson, que supieron llevar adelante un excelente trabajo como "Embajadores Creativos" del evento.
Desde el 2019 y hasta el presente, la dirección creativa ha recaído en el Ayuntamiento de la Ciudad, quien desarrolló por primera vez una identidad visual permanente para el evento, diseñada por el Estudio de Diseño local Garbett. En 2020, por única vez, fue el Gobierno de Nueva Gales del Sur quien tomo una "Custodia temporal" de la Víspera debido al impacto del COVID-19 en la Ciudad y la imposibilidad del Ayuntamiento para llevar adelante las celebraciones en el medio de una situación sanitaria compleja para toda la Comunidad.

## Controversias

### Emisión Oficial Del Espectáculo Para La Llegada Del Nuevo Milenio
En 1999, Nine Network ganó los derechos exclusivos sobre la trasmisión de la Víspera de Año Nuevo. Siendo una ocasión especial (la llegada del nuevo milenio), cientos de canales de todo el mundo quisieron acceder a la información de la principal emisora local. ABC Network, el canal local provisto por el gobierno australiano, entró en un gran acuerdo con la BBC, que se encontraba en la preparación de su especial "2000 Today" y su idea de trasmitir el evento de fin de año también, cosa que generó una gran protesta de Nine. El caso se originó en la Corte Federal de Sídney, siendo la ganadora esta última.
Debido al gran percance, se acordó que por año solo puede haber una sola Emisora que tenga acceso a todos los puntos de observación y demás detalles del Evento. Cualquier otra cadena que desee la misma intención será totalmente aceptada, pero sin las posibilidades que tenga la oficial.

### "Advance Australia Fair/Waltzing Matilda": Mala utilización de un Símbolo Patrio
En 2004, cuando el tema "Reflexiones" fue anunciado, el Soundtrack que Pee Wee Ferris, el encargado de la parte musical creó, fue filtrado por error. "Advance Australia Fair/Waltzing Matilda" era el nombre de la canción final, un claro homenaje al himno australiano remezclado con una de las más célebres canciones patrias, la cual conllevaba movimientos electrónicos y algunas notas de Pop. Su uso fue blanco de varias quejas por parte de los políticos, los cuales clamaron en torno al hecho de colocar algo de "tan mala calidad" en un espectáculo de gran importancia para el mundo. Como no había posibilidades para el cambio, la canción sonó al final de la muestra pirotécnica, acaparando unos pocos aplausos del público allí presente.

### Rutinas Inapropiadas en la Trasmisión de Ten Network
Conocido como "La peor Víspera de todas", el fin de 2006 llegó con grandes quejas hacia Ten Network, la cual se hizo cargo de los derechos de programación que durante años Nine Network había llevado. En la noche, se emitió un programa en el cual dos actores de la farándula australiana simulaban sexo oral y momentos de exaltación sexual frente a la pantalla. Muchas personas clamaron el cierre del acuerdo que Ten llevaba, para volver a ser devuelto a Nine u otra cadena.

### ABC y Su Mal Comportamiento
En 2013, otro escándalo televisivo sucedió cuando ABC realizó la primera trasmisión de su canal en las celebraciones. Sus presentadores, Laurence Mooney y Stephanie Brantz, se mostraron a las cámaras pasados por el efecto del alcohol o incluso ciertas "cosas extrañas", hablando en sentido ofensivo hacia figuras como el Papa Francisco o el primer ministro australiano Tony Abbott. Como ya sucediera en 2006, mucha gente reclamó que los derechos le fueran devueltos a Nine, cosa que fue incumplida cuando ABC anunció que de ahora en adelante sería la principal transmisora del evento por los años que quedan por venir.
Al año siguiente ABC volvió a ser blanco de quejas luego de su segunda cobertura oficial, la cual tuvo varios problemas técnicos con la transmisión de los fuegos artificiales, cortes de audio en el Soundtrack Oficial y la "exagerada" emoción de algunos presentadores.
Al final de la transmisión hubo un percance técnico protagonizado por la coanfitriona Julia Zemiro cuando se la oyó decir "Oh gracias a Dios" durante los créditos finales, aludiendo al mal resultado de la misma. A raíz de estos problemas, la audiencia volvió a pedir que los derechos de emisión del espectáculo fueran puestos a disposición de otro canal de televisión, cosa que no se cumplió al cederle el Ayuntamiento de Sídney su espectáculo al año siguiente, en 2015, con la condición de que intentase no provocar "Errores Capitales" durante la trasmisión del evento, ya que en ese caso habría que dar de baja su contrato. En 2016 la ABC fue criticada nuevamente por el mal uso de sus segmentos televisivos, malas presentaciones, errores ya repetidos en los ángulos de los espectáculos de las 9 PM y 12 AM, y una mala calidad de audio durante la banda sonora que el productor Alex Gooden preparó para la ocasión. La trasmisión fue criticada como "Vergonzosa, patética, y comparada como un descarrilo para los últimos momentos del año" por muchos usuarios en las redes sociales.

### Denuncias De Explotación A La Alcaldesa Moore
En noviembre de 2016, en un artículo del Daily Telegraph, se acusó a la alcaldesa de Sídney, la Lord Mayor Clover Moore, por el uso no pago de jóvenes de las diversas universidades de la zona de Nueva Gales del Sur, para un trabajo de 4 a 3 meses de duración, como parte del personal de comunicaciones del evento. Según la denuncia de una integrante del Partido Laborista Australiano, esta actividad enmarcada en asuntos legales es considerada "Casi de Explotación" al ser no paga e incluir un arduo compromiso de quienes fueron contratados desde 2007 en adelante para una jornada semanal de 3 a 4 días, durante el tiempo ya citado, incluyendo el mismo día anterior, durante y después de las celebraciones. No obstante, y pese a las presiones de diversos grupos en defensa, ningún cargo o rumor salió más allá de este artículo.

### Error De Tipeo Sobre Las Bases Del Puente
Durante la celebración que recibió al 2019, se realizaron diversas proyecciones interactivas en las dos bases del Puente de la Bahía de Sídney, las cuales formaban parte de la muestra pirotécnica y otros importantes momentos de la Noche. Al final del evento, las mismas mostraron un error de tipeo cuando en vez de decir ¡Feliz Año Nuevo 2019! (Happy New Year 2019 en Inglés) mostraron la palabra ¡Feliz Año Nuevo 2018! (Happy New Year 2018), hecho que causó todo tipo de reacciones por parte de los asistentes y miles de usuarios en las Redes Sociales. Un día más tarde, la Productora Ejecutiva del Evento, Anna McKinney afirmó que no estaba contenta con ese resultado, pero que decidió continuar la noche y pensar en el éxito de la muestra y los demás hechos ocurridos, afirmando que en próximas ediciones se visualizará con anticipación estos detalles técnicos.

### Incendios en Australia
Durante diciembre de 2019, Australia padeció una de las peores temporadas de incendios de su Historia. Se quemaron más de 10.000.000 hectáreas, y se destruyeron más de 2.500 edificios, entre los cuales estaban más de 1.300 viviendas. 26 personas fallecieron debido al avance de los incendios, producto de la sequía y unas temperaturas altas nunca antes observadas.
Debido a esto, la sociedad empezó a manifestarse contra la realización del evento, ya que suponía enviar un mensaje equivocado al resto del mundo en un momento de extrema preocupación y drama a lo largo y a lo ancho del país. No obstante, el Ayuntamiento de la Ciudad de Sídney decidió continuar con las celebraciones porque no realizarlas no traería beneficios tanto para la ciudad como para el resto del Estado de Nueva Gales del Sur, foco de dichos incendios, y en donde más pérdidas se registraron. Sin embargo, no solo no traería beneficios para todos en términos turísticos sino tampoco en términos sociales, que en parte se podrían aprovechar para ayudar a las familias damnificadas por la catástrofe.
Es por ello que después de tanta controversia despertada previamente, el Ayuntamiento decidió unirse a la Cruz Roja para poder unir esfuerzos y recaudar la mayor cantidad de recursos para combatir los duros incendios. La trasmisión llevada a cabo por la ABC fue el medio que publicitó dicha propuesta en la cual se llegaron a juntar 2 millones de dólares, lo que también fue considerado un hecho histórico y un motivo de alegría dentro de la enorme desilusión que rodeaba a los ciudadanos durante aquel día.

### 2020 y la Pandemia del COVID-19
En 2020, el planeta fue víctima del terrible avance del virus COVID-19, que afectó severamente a la Ciudad de Sídney, con más de 3000 casos y 50 muertes en Nueva Gales del Sur, que impactaron directamente en el desarrollo y la realización de muchísimos Eventos a lo largo y a lo ancho de Australia y el Mundo.
Durante varias semanas, la posibilidad de cancelar la Víspera de Fin de Año estuvo presente, con varias posturas a favor y en contra por parte de la sociedad y la clase política de la Ciudad y el Estado. Acerca de esto, la Premier de Nueva Gales del Sur, Gladys Berejiklian, dijo: "Los Fuegos Artificiales representan a la esperanza, no solo para Nueva Gales del Sur o Australia, si no que para el Mundo. Me encantarían que los mismos se realizaran de una forma segura para evitar el impacto del COVID, siendo nuestro Estado positivo acerca de aquello que podemos hacer, y no de lo que no podemos hacer".
Otra de las figuras políticas que se manifestaron, y esta vez en contra, fue la mismísima alcaldesa Clover Moore, que afirmó ante los Medios lo difícil que sería llevar adelante el evento como en otras ocasiones, sugiriendo que para mantener el espíritu festivo desde casa, lo que se podría hacer es realizar un Especial Televisivo con los mejores momentos de la Víspera durante los últimos 16 años, con un momento especial de baile a la Medianoche.
El Gobierno Estatal se mostró "Muy, muy interesado", y así fue como finalmente se anunció el 25 de septiembre de aquel año la decisión de llevar adelante el evento, que por primera y única vez cayó en sus manos, quedando el Ayuntamiento de la Ciudad relegado a un segundo plano, debido a la imposibilidad logística y económica de llevarlo adelante con los riesgos que suponía en su momento. Se visualizó para esto una Víspera mucho más económica, con los fuegos artificiales de las 9 de la noche eliminados, y un Espectáculo de Medianoche menor al tradicional, centrado en el Puente de la Bahía y algunos puntos de la Ciudad, totalmente menores a los usados en ediciones previas a las de 2020.

### Referendo por la Representación Indígena y Mensaje Pro-Palestina
El 14 de octubre de 2023, Australia enfrentó un momento crucial con un referendo que proponía una enmienda constitucional para crear un órgano asesor que diera voz a los indígenas en asuntos legislativos y ejecutivos. Dicha propuesta enfrentó una fuerte oposición, con el voto del "No" prevaleciendo con un 59,8%, en comparación con el 40,2% a favor. 
Desde 2021 al presente, el Consejo de la Ciudad de Sídney, identificado como de izquierdas, aprobó año a año celebrar a la Australia indígena de una forma más profunda y especial. Esto hizo que los fuegos artificiales de las 09:00 PM, anteriormente conocidos como los "Fuegos Artificiales de la Familia", se transformen en los "Fuegos Artificiales en Homenaje a la Tierra Nativa". La tercera edición de estos últimos, dirigida por la empresa social aborigen "We are Warriors", incluyó presentaciones cargadas con un contenido político innecesario, criticado por muchos a través de las Redes Sociales. Uno de esos críticos fue Warren Mundine, importante referente político de raíces aborígenes, quien solicitó la exclusión de la ABC como el emisor de las celebraciones en todo el territorio nacional por permitir que el grupo musical 3% cantara la canción "Our People", cuya letra contenía letras provocativas que, aún adaptadas al momento, hacían referencias al fallido referendo, la colonización de Australia y la Generación Robada. 
Otro momento que despertó controversia en la noche fue el de la salida al escenario de la cantante Angie McMahon, quien hizo una declaración sobre el conflicto entre Israel y Hamás. La defensa de McMahon por la libertad palestina durante su actuación generó impacto, con espectadores tachándola de 'Activista Pro-Palestina' y cuestionando por qué las actuaciones financiadas por los contribuyentes tenían que incluir lo que percibían como una "Dolorosa declaración". 

## Los Fuegos Artificiales
Cada año, los deslumbrantes fuegos artificiales suelen ser lanzados tanto a las 09:00 PM como a las 12:00 PM. Sin embargo, siempre han ocurrido diversos "Momentos" entre ambos horarios que suelen estar atados a la temática elegida o algún evento especial que vale destacar. Por otro lado, tanto los "Momentos" como los fuegos artificiales están acompañados de una experiencia auditiva exclusiva, que es la del soundtrack. El mismo es un conjunto de ritmos musicales cuidadosamente seleccionados por expertos en música y eventos designados para cumplir tal función y crear un momento único y emocionante basado en la diversidad cultural y la celebración de la ciudad de cara al año entrante. 
Muchas veces, el soundtrack supo variar desde composiciones clásicas hasta éxitos contemporáneos, incluyendo a menudo las canciones de artistas australianos destacados. La inspiración para la selección de cada canción se extrajo de la cultura local, los eventos históricos y las tendencias globales que acompañaban cada Tema. Durante el período comprendido entre 1996 y 2010, el destacado DJ Pee Wee Ferris fue la mente maestra detrás del soundtrack en múltiples ocasiones. No obstante, hubo casos como el del año 2000 en donde se dio un giro significativo al crear una banda sonora específica para los fuegos artificiales. En aquella ocasión, el talentoso compositor y director de orquesta David Stanhope dirigió dicha creación musical, rompiendo con la tradición impuesta desde un principio por el DJ. Desde 2011 a 2020, una rotación interesante de productores, DJs y Músicos fue vista. Los mismos aportaron su propio toque distintivo, contribuyendo a la evolución musical del evento, siendo los mismos el dúo s:amplify (2011-2013), Nina las Vegas (2014), Alex Gooden (2015-2018) y Dan Murphy (2019). En 2021, la dirección creativa adoptó una nueva perspectiva que, inspirada en la experiencia de 2000, designa a una o dos bandas/artistas de renombre para crear una experiencia más personalizada y acorde al evento, usando estilos musicales popularmente reconocidos. Fue The Presets quien inauguró la misma, siendo seguidos en 2022 por Stace Cadet y KLP y en 2023 por 18YOMAN y Nooky para los fuegos artificiales de las 09:00 PM y The Sweats para los de las 12:00 AM. 
Por otra parte, desde 1997 a 2014 se hizo reconocido el llamado "Efecto Puente", una estructura de gran tamaño compuesta por mallas de luces pequeñas unidas entre sí, cuyo rol fue el formar diversas formas y colores alusivos a la temática que se elegía año a año en el centro del Puente de la Bahía. En sus primeros años, el "Efecto Puente" seguía la tradición de encenderse al final de la exhibición, práctica que continuó en los años 2000, 2001 y 2002. También es importante destacar que hubo años en los que el mismo no fue utilizado, tal y como sucedió en 2003 cuando la compañía responsable de construirlo afirmó que sería imposible cumplir con los plazos y se optó por utilizar luces y efectos especiales sobre el Puente, o en 2004, cuando se utilizó la obra de arte tridimensional "Fanfare", que fue diseñada por el artista Neil Dawson y tenía la capacidad de reflejar una paleta de tonos fríos como el azul y el verde sobre el agua, al estar suspendida sobre los arcos del Puente. En sus últimos dos años, el Efecto Puente estuvo compuesto de luces LED y mallas más resistentes, aunque en 2015 dejó de ser usado debido a que la compañía que lo construía se declaró en bancarrota, cerrando la línea de producción que mantenía para construir el mismo. A partir de ese año y hasta el presente, se optó por reemplazar el Efecto Puente con más luces, cargas pirotécnicas adicionales sobre el puente y diversos efectos especiales alternativos para mantener viva la esencia del impactante espectáculo. 
Cada año, los fuegos artificiales son lanzados desde varios sitios ubicados alrededor de la Bahía. Si bien también han ido variando con el paso del tiempo, se pueden destacar los edificios del CBD (Central Business District) usados desde 1996 hasta 2012 y desde 2022 a la actualidad, la Casa de la Ópera (Usada en 1999 y luego desde 2013 en adelante), el Puente de la Bahía, 6 Barcazas y 4 Pontones. En algunas ocasiones especiales también se recurrió al uso de Jet Skis (Para 2012 y 2013), y Barcazas decoradas con varias estructuras artísticas cargadas con pirotecnia (Visualizadas en 2001 y 2002). 

## El Conteo Regresivo
Desde su introducción en 1996, el Conteo Regresivo ha ido variando, siendo la mayoría de las veces, una proyección plasmada sobre las Bases del Puente, aunque a veces acompañada de cargas Pirotécnicas, como en 1996, 1997, 1998, 2000, 2006, 2007, 2009, 2012, 2017, 2018, 2019 y 2020.
| Año       | Conteo Regresivo |
| --------- | --- |
| 1996-1997 | Conteo de 10 Segundos, con Cometas saliendo desde diversos puntos de la Bahía                                                     |
| 1997-1998 | Conteo de 10 Segundos, con Cometas saliendo desde la Sydney Tower                                                                 |
| 1998-1999 | Conteo de 10 Segundos, con Cometas saliendo desde la Sydney Tower y una Barcaza                                                   |
| 1999-2000 | Conteo de 15 Segundos |
| 2000-2001 | Conteo de 10 Segundos proyectado en las Bases, con una Torta que lanzaba 100 Tiros en un rango de 60 Segundos                     |
| 2001-2002 | Conteo de 15 Segundos proyectado en las Bases                                                                                     |
| 2002-2003 | Conteo de 10 Segundos proyectado en las Bases                                                                                     |
| 2003-2004 | Conteo de 10 Segundos proyectado en las Bases                                                                                     |
| 2004-2005 | Conteo de 10 Segundos proyectado en las Bases                                                                                     |
| 2005-2006 | Conteo de 10 Segundos proyectado en las Bases                                                                                     |
| 2006-2007 | Conteo de 10 Segundos proyectado en las Bases, con Candelas saliendo desde un punto de la cima del Puente                         |
| 2007-2008 | Conteo de 10 Segundos proyectado en las Bases, el Efecto Puente, acompañado por Cometas saliendo desde el mismo                   |
| 2008-2009 | Conteo de 10 Segundos proyectado en las Bases                                                                                     |
| 2009-2010 | Conteo de 10 Segundos proyectado en las Bases con 10 estruendos por cada Segundo                                                  |
| 2010-2011 | Conteo de 10 Segundos proyectado en las Bases                                                                                     |
| 2011-2012 | Conteo de 15 Segundos proyectado en las Bases y de 90 segundos en el Efecto Puente                                                |
| 2012-2013 | Conteo de 10 Segundos proyectado en las Bases, el Efecto Puente, y una flotilla de Jet Skis lanzando Cometas Blancas              |
| 2013-2014 | Conteo de 10 Segundos proyectado en las Bases y el Efecto Puente                                                                  |
| 2014-2015 | Conteo de 90 Segundos proyectado en las Bases del Puente                                                                          |
| 2015-2016 | Conteo de 90 Segundos proyectado en las Bases del Puente                                                                          |
| 2016-2017 | Conteo de 90 Segundos proyectado en las Bases del Puente                                                                          |
| 2017-2018 | Conteo de 90 Segundos proyectado en las Bases del Puente y Cometas en forma de Números desde 10 a 0                               |
| 2018-2019 | Conteo de 10 Segundos proyectado en las Bases del Puente y Cometas en forma de número desde 10 a 0                                |
| 2019-2020 | Conteo de 10 Segundos proyectado en las Bases del Puente y Cometas saliendo del mismo                                             |
| 2020-2021 | Conteo de 10 segundos proyectado en las Bases del Puente, y Cometas verdes saliendo de un barco                                   |
| 2021-2022 | Conteo de 60 segundos proyectado en las Bases del Puente                                                                          |
| 2022-2023 | Conteo de 60 segundos proyectado en las Bases del Puente                                                                          |
| 2024-2025 | Conteo de 60 segundos proyectado en las Bases del Puente y Cometas saliendo desde Drones ubicados al Norte de la Casa de la Ópera |

## Ceremonia De Fumadores & Reconocimiento Al País
Es una celebración temática y cultural que se realiza desde el año 2000, en honor a las raíces aborígenes de Australia. Siempre es utilizada para abrir la celebración de cada año, con la presencia de destacables agrupaciones originarias de Nueva Gales Del Sur, las cuales realizan un ritual a fin de "liberar" en el lugar a los malos espíritus y preparar el ambiente para el clima festivo. Al final del ritual, varios kilos de Fuegos Artificiales son lanzados desde diferentes barcazas (Incluyendo el Puente desde 2008 en adelante y la Opera de Sídney desde 2016), los cuales forman profundos colores rojizos en el cielo, con una duración de casi dos o tres minutos. A partir del 2015, se realizó el cambio más grande en toda esta parte del evento, siendo llevada a otro nivel, con más producción y estilo, a cargo de la renombrada Rhoda Roberts.

## Desfile Lumínico De Barcos
Es un desfile de naves acuáticas que se realiza cada año a partir de las 09:15 PM, cuando un gran número de estas salen hacia la Bahía en desfile, mostrando una decoración acorde a la temática que cada año es pedida. Conocida en inglés como "Harbour Of Light Parade", es uno de los elementos estrella del Evento.

## Fiesta VIP Del Alcalde
La Fiesta VIP del Alcalde, conocida como Lord Mayor’s Party, fue un evento exclusivo que se celebraba anualmente en la explanada norte de la Ópera de Sídney durante las festividades de Año Nuevo. Desde su creación en 1996, este evento privado adquirió notoriedad por ser uno de los puntos clave de la celebración, ofreciendo a sus asistentes una experiencia única con acceso a bebidas alcohólicas, presentaciones en vivo de artistas reconocidos a nivel nacional y entretenimiento familiar.
Con una capacidad superior a 2.000 asistentes, la fiesta se convirtió en un lugar privilegiado, siendo durante años el escenario elegido para la transmisión televisiva del evento y el epicentro del conteo regresivo de medianoche, liderado por la alcaldesa Clover Moore y otras personalidades destacadas. Entre 2000 y 2013, la ceremonia de Fumadores Aborígenes y Reconocimiento al País tomó lugar en dicho espacio, reforzando desde allí el carácter cultural de las festividades.
A pesar de su popularidad, la Fiesta VIP del Alcalde enfrentó crecientes críticas en los últimos años por parte de concejales de la Ciudad de Sídney y sectores de la comunidad, quienes cuestionaron el alto costo del evento (AUD$760,000 anuales) y su carácter exclusivo, percibido como un uso innecesario de los fondos públicos. En 2015, estas críticas, sumadas a las obras planificadas en la explanada norte de la Ópera de Sídney, llevaron a la alcaldesa Clover Moore a tomar la decisión de cancelar la fiesta, redirigiendo sus fondos a la Estrategia de Acción Ambiental 2016-2021 de la Ciudad de Sídney, en un esfuerzo por priorizar la sostenibilidad y la eficiencia.

## Temas
| Edición   | Tema                                                  | Efecto |
| --------- | ----------------------------------------------------- | --- |
| 1996/1997 | No Hubo Tema                                          | No Hubo Efecto |
| 1997/1998 | No Hubo Tema                                          | No Hubo Efecto |
| 1998/1999 | No Hubo Tema                                          | Cara Sonriente |
| 1999/2000 | "El Nuevo Milenio"                                    | Una Cara Sonriente y la palabra "Eternity" (Eternidad) escrita en la Tipografía Copperplate                                                |
| 2000/2001 | "Centenario de la Federación"                         | Estrella de la Federación y Serpiente Multicolor                                                                                           |
| 2001/2002 | "Iluminando la belleza natural: Australia, la Tierra" | Uluru, la Cruz del Sur y una Paloma de la Paz                                                                                              |
| 2002/2003 | "La Celebración del Mundo en Unidad"                  | Una Paloma de la Paz y la palabra "PEACE" (Paz)                                                                                            |
| 2003/2004 | "La Ciudad de la Luz"                                 | Show de Luces y Efectos Especiales en el Puente de la Bahía                                                                                |
| 2004/2005 | "Reflexiones"                                         | Una Bola Disco tridimensional suspendida sobre el Puente de la Bahía                                                                       |
| 2005/2006 | "El Corazón de la Bahía"                              | Tres Corazones concéntricos |
| 2006/2007 | "Una Noche de Diamante en Ciudad Esmeralda"           | Un Perchero, un Signo de pregunta y un Diamante                                                                                            |
| 2007/2008 | "El Tiempo de nuestras Vidas"                         | Un Mandala y un Reloj de Arena |
| 2008/2009 | "La Creación"                                         | Un Sol y una Estrella de ocho puntas |
| 2009/2010 | "Despierta el Espíritu"                               | Un Círculo de Fuego, una Luna Azul y el Símbolo del Ying y el Yang                                                                         |
| 2010/2011 | "Deja tu Marca"                                       | Una X, una Cara Sonriente, un Asterísco, un Signo de Exclamación, el Símbolo de la Paz, un Relój Analógico, una Mano, un Puntero y un Arco |
| 2011/2012 | "Tiempo para Soñar"                                   | Una Burbuja de Diálogo, un Sol y un Arco Iris Circular                                                                                     |
| 2012/2013 | "Abrazar"                                             | Una Mariposa y Labios Femeninos |
| 2013/2014 | "Brillar"                                             | Un Ojo, un OVNI y una Estrella Azul |
| 2014/2015 | "Inspirar"                                            | Bombilla de Luz (Con dos Corazones en su interior) y dos Caballos de Mar                                                                   |
| 2015/2016 | "La Ciudad del Color"                                 | Show de Luces, Proyecciones y Efectos Especiales en el Puente de la Bahía                                                                  |
| 2016/2017 | "Bienvenidos"                                         | Show de Luces, Proyecciones y Efectos Especiales en el Puente de la Bahía                                                                  |
| 2017/2018 | "Maravilla"                                           | Show de Luces, Proyecciones y Efectos Especiales en el Puente de la Bahía                                                                  |
| 2018/2019 | "El Pulso de Sídney"                                  | Show de Luces, Proyecciones y Efectos Especiales en el Puente de la Bahía                                                                  |
| 2019/2020 | "Unidad"                                              | Show de Luces, Proyecciones y Efectos Especiales en el Puente de la Bahía                                                                  |
| 2020/2021 | "Somos uno"                                           | Show de Luces, Proyecciones y Efectos Especiales en el Puente de la Bahía                                                                  |
| 2021/2022 | "Ve a Sídney Brillar"                                 | Show de Luces, Proyecciones y Efectos Especiales en el Puente de la Bahía                                                                  |
| 2022/2023 | "Diversidad e inclusión"                              | Show de Luces, Proyecciones y Efectos Especiales en el Puente de la Bahía                                                                  |
| 2023/2024 | "Una noche, muchas maneras de celebrar"               | Show de Luces, Proyecciones y Efectos Especiales en el Puente de la Bahía                                                                  |
| 2024/2025 | "La Fuerza de Barangaroo"                             | Show de Luces, Proyecciones y Efectos Especiales en el Puente de la Bahía                                                                  |

### Año Nuevo 2008-2009: Creación
Las celebraciones del NYE de Sídney se enmarcó en el tema "Creación" (Creation). 1,5 millones de espectadores presenciaron una tormenta pirotécnica a través de la tarde. Otros efectos que se presentaron fueron la creación de truenos y relámpagos. Un sol brillaba sobre el puente como pieza central de la creación y de la vida. El Efecto del Puente comenzó como una estrella que fue transformándose progresivamente hasta revelar un sol resplandeciente sobre el alba del año nuevo. El puente, siete edificios de la ciudad y seis barcazas se convirtieron en el mayor espectáculo, con un aumento de 4 millones a 5 millones de dólares en fuegos artificiales y para el espectáculo el puente contó con un 30% más de fuegos artificiales,
A la vez fue el último año en donde "Ten Network" estuvo a cargo de la transmisión nacional del evento.
cediendo los derechos al antecesor "Channel 9"

### Año Nuevo 2009-2010: Despierta el Espíritu

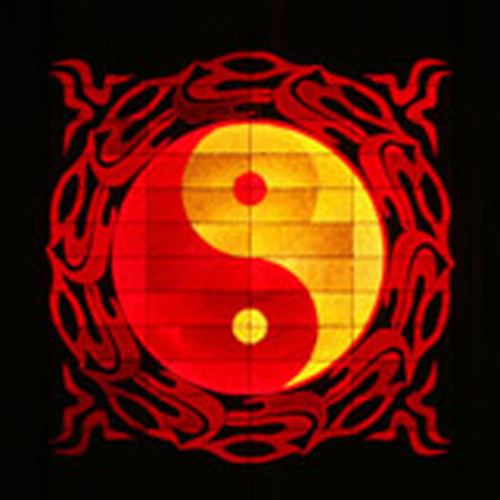
Efecto Puente 2009-2010.

Sídney recibió el 2010 con el tema "Despierta el Espíritu", basado en una antigua creencia aborigen que expresaba la necesidad de despertar el espíritu al inicio de cada año en nuestra tierra, en nuestra agua, en el cielo y en las personas. Dicho tema invitó a la gente a reflexionar sobre lo que cada individuo puede hacer para cambiar su estilo de vida y ayudar al medioambiente, dando un giro hacia una nueva hoja verde. 
Durante el 31 de diciembre, el Ayuntamiento promovió el uso de vestimentas azules en los diferentes puntos de observación para que entre todos se pudiera representar el azul del cielo veraniego, que en Australia es más profundo y más brillante que en cualquier otro sitio del planeta. 
Entre ambas muestras pirotécnicas se lanzaron más de 7000 kilogramos de explosivos, incluyendo 11.000 bombas, 25.000 cometas y 100.000 efectos pirotécnicos individuales desde 7 Barcazas, 9 Edificios del CBD y el Puente de la Bahía, sincronizadas a un soundtrack producido por Pee Wee Ferris que contó para los Fuegos Artificiales de la Familia con canciones como "Man in the Mirror" de Michael Jackson, "Lollipop" de MIKA o "Sugar" de Flo Rida. Para los Fuegos Artificiales de Medianoche se escucharon canciones como "I Gotta Feeling" de los Black Eyed Peas, "Got to be Real" de Cheryl Lynn o "When Love Takes Over" de David Guetta.
Esta fue la primera vez que se utilizaron Microchips para controlar las muestras pirotécnicas, a fin de asegurar una mayor precisión en la sincronización de los efectos. También fue la primera vez que el Puente de la Bahía fue utilizado por breves instantes en los Fuegos Artificiales de la Familia. El Efecto Puente estuvo compuesto por el Yin y Yang, un aro de fuego y una Luna Azul, la cual celebró a la Luna Azul que esa noche se podía visualizar en el cielo. El conteo regresivo de 10 segundos fue presentado con un estilo cinematográfico. 

### Año Nuevo 2010-2011: Deja tu Marca
"Deja tu Marca" fue el nombre elegido para el tema con el cual Sídney recibió el 2011, y, por ende, una nueva década. El mismo buscó inspirar a todos a pensar en formas positivas con las cuales marcar tal momento, llamando a reflexionar sobre la década pasada y las impresiones duraderas de nuestras acciones para un mejor futuro. Esta fue la última edición que tuvo a Rhoda Roberts trabajando como Directora Creativa, quien afirmó que formar parte del evento fue uno de los privilegios más grandes de toda su vida. También fue la última edición de Pee Wee Ferris a cargo de la elaboración del soundtrack, el segundo que logró sincronizarse a la perfección con los disparos gracias a los avances tecnológicos impuestos en el anterior año. 
Tanto los Fuegos Artificiales de la Familia como los de Medianoche contaron con el agregado de un innovador Efecto Puente multicapa, que brilló con tonos rojos y dorados. Inspirado en las marcas rupestres dejadas en el pasado por las raíces originarias de Australia, una Mano fue quizás el elemento más recordado de esta edición, que estuvo acompañado por una X (Alusiva a la temática de dejar una marca), una cara sonriente, un asterisco, un signo de exclamación, el símbolo de la paz, un reloj analógico, un puntero y un arco. 
El conteo regresivo para los Fuegos Artificiales de Medianoche fue hecho por el grupo musical "The Jersey Boys", quien había dado un concierto minutos antes de la medianoche desde la Fiesta VIP del Alcalde. Ambas muestras estuvieron sincronizadas a un soundtrack compuesto por canciones memorables de la escena pop, composiciones de orquesta y piezas icónicas que formaron parte de reconocidas películas. Algunas de estas canciones fueron "Back In Black" de AC/DC, "Bad Romance" de Lady Gaga, "I’m Going Home" de James Newton Howard o "Requiem: Dies Irae" de Giuseppe Verdi. 

### Año Nuevo 2011-2012: Tiempo Para Soñar
En 2011 el Ayuntamiento de Sídney le otorgó a la agencia Imagination Australia un contrato de tres años para hacerse cargo de la dirección creativa del evento, siendo la primera vez en la historia que un proyecto privado de ese tipo logró llegar a dicho lugar, aportando experiencia, innovación, originalidad y una perspectiva diferente para que las celebraciones crezcan y sigan siendo reconocidas mundialmente. 
El tema elegido para recibir el 2012 fue "Tiempo para Soñar", y fue llevado adelante por Imagination en conjunto con el icónico Diseñador Industrial Marc Newson, quien desde su lugar como Director Artístico creó gran parte de la identidad visual observada en múltiples sitios para promocionar el evento. La misma se centraba en un "Arcoíris interminable" que Newson diseñó para representar, con colores violetas, celestes, amarillos y verdes, las esperanzas y aspiraciones que todos tendrían para el próximo año. 
Por otro lado, este fue también el primer año que la compañía de telefonía celular Telstra patrocinó el evento, lanzando una novedosa aplicación para iOS y Android mediante la cual se podrían lanzar hasta 50 mensajes de texto por la noche, los cuales serían mostrados en las dos bases del Puente de la Bahía, mediante proyecciones audiovisuales. 
Tanto el Puente de la Bahía como así también 7 Barcazas y 7 Edificios del CBD hicieron a los Fuegos Artificiales de la Familia y los de Medianoche, que contaron por primera vez con el acompañamiento de un soundtrack 100% australiano, producido por el dúo s:amplify. Gracias al mismo, los oyentes pudieron escuchar canciones como "Broken Leg" de Bluejuice, "What you Need" de INXS, "Love is in the Air" de John Paul Young, entre otras. El Efecto Puente estuvo compuesto por el mismo "Arcoíris interminable", que estuvo acompañado también por una nube de pensamiento, un sol envuelto por un arco iris más pequeño y un conteo regresivo de 90 segundos con el cual se recibió al nuevo año. A las 09:00 PM, en los Fuegos Artificiales de la Familia, la Rana Kermit fue la encargada de cumplir ese rol, mediante una escena previamente grabada desde un improvisado control con múltiples botones de color verde. 

### Año Nuevo 2012-2013: Abrazar
A principios de 2012 se confirmó a la cantante Kylie Minogue como la persona que sucedería a Marc Newson en el rol de Director Artístico, que a partir de este año pasó a llamarse "Embajador Creativo" y tomó aún más importancia en el diseño y la planificación del evento. "No importa dónde esté en el mundo, siempre veo los fuegos artificiales de año nuevo en Sídney. No puedo pensar en un mejor final para el año en el que cumplo 25 años dentro de la música que estar en Australia para las celebraciones del 31 de Diciembre", afirmó al presentar "Abrazar", la temática elegida por ella, Imagination Australia y el Ayuntamiento para las mismas. 
Como tema, "Abrazar" reflejó una actitud positiva de apertura y conexión. Se trató de la aceptación y la tolerancia, el pasado y el futuro, la calidez y el amor. Fue la unión de elementos, adonde cada uno se vio influenciado por otro, conservando su individualidad e integridad. Fue el segundo elaborado por Imagination casi en su totalidad, y el primero y único hasta la fecha que incluyó 4 "Subtemas" menores: "Abrazar al Amor", "Abrazar el Momento", "Abrazar las Posibilidades" y "Abrazar a Sídney", todos presentados mediante breves videos publicados en el Canal de YouTube del Ayuntamiento, los cuales contaron historias de vecinos de Sídney influenciados tanto por el amor como por los momentos, las posibilidades y la ciudad en sí, respectivamente. 
Esta fue la última edición en la cual Channel 9 trabajó como emisora del evento, y la última en la que Edificios del CBD formaron parte de los espectáculos pirotécnicos, sincronizados a un soundtrack elaborado por s:amplify que capturó la esencia de Kylie con canciones como "All the Lovers" o "Can't Get you Out of my Head", incluyendo un enfoque más teatral y global que el año anterior, con géneros modernos y una gama completa de emociones musicales capaces de cautivar a la audiencia, expresadas en Artistas como Skrillex, Led Zeppelin, Carly Rae Jepsen y Florence + The Machine, entre otros. 
Al igual que en 2011, Telstra lanzó una aplicación para iOS y Android que mejoró la interactividad e incluyó diferentes funciones tales como los "Momentos de Color Telstra", que le permitieron a los usuarios disfrutar de momentos específicos de color a lo largo de la noche, marcados por juegos de luces y fuegos artificiales temáticos capaces de reflejar los 4 "Subtemas" de la edición, "Mensajes en el Puente", un apartado que ofreció la posibilidad de enviar palabras o mensajes que luego fueron proyectados en las bases del Puente de la Bahía y, finalmente, "Mensajes de Medianoche", que se basó en la experiencia de 2011 y permitió a todos enviar hasta 50 mensajes de texto gratis que en esta ocasión permitieron saludar por el año nuevo a familiares y amigos en sus respectivos dispositivos. 
Para los Fuegos Artificiales de la Familia, el conteo regresivo fue llevado a cabo por el grupo internacional de danza "Blaze", quien inscribió los 10 números finales en sombreros que fueron mostrando a las cámaras de Channel 9 a medida que iba terminando su performance. En los Fuegos Artificiales de Medianoche, Kylie Minogue activo el conteo de 60 segundos desde un escenario perteneciente a la Fiesta VIP del Alcalde situada en la Casa de la Ópera. A partir de allí, una flotilla de Jet Skis avanzó hacia el centro del Puente de la Bahía lanzando bengalas aéreas sincronizadas con el Efecto Puente, que en esta ocasión estuvo representado por Labios Rojos y una Mariposa dorada, símbolos característicos de la sensualidad y el toque femenino de la artista.

### Año Nuevo 2013-2014: Brillar

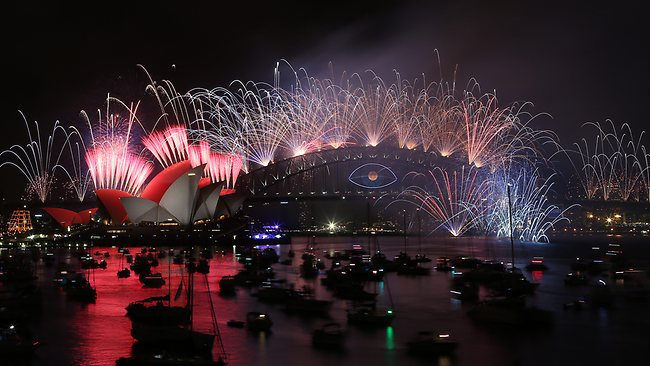
"Brillar", nombre del tema elegido para celebrar la entrada al 2014.

A mediados de 2013 se conoció que el tema "Brillar" sería el elegido para darle la bienvenida al 2014 en la ciudad de Sídney. Para ello, Imagination Australia y el Ayuntamiento convocaron al artista y músico neozelandés Reg Mombassa con el fin de que tome el relevo de Kylie Minogue y se convierta en el embajador creativo del evento. Mombassa, de enorme trayectoria en el plano artístico, reveló a un Ojo como el elemento central de la identidad visual de las celebraciones que marcaron el final de aquel año. Según el, "El Ojo me pareció adecuado ya que el alma individual y la personalidad del ser humano resplandecen a través del mismo como un haz de luz orgánico. También se relaciona con el entorno del Puerto, ya que el Ojo es un puerto acuoso ubicado en la superestructura del rostro, un estanque de Ojo Azul o Marrón rodeado de crestas, barrancos y promontorios de carne y hueso". Esto dio pie para que su imagen se mantenga en diferentes obras de arte creadas para promover el evento, mostrando al Ojo junto con un bosque de troncos de eucalipto, animales autóctonos y edificios emblemáticos de la ciudad. 
Esta edición se destacó por la inclusión de 10.000 cargas pirotécnicas más y el uso, por primera vez en 13 años, de la Casa de la Ópera, que celebró los 40 años de su fundación siendo parte de la muestra a medianoche. También fue la primera vez en la que la Real Casa de la Moneda Australiana se sumó a las celebraciones con la creación de una moneda conmemorativa, que mostró al Puente de la Bahía rodeado de fuegos artificiales con su brillante Efecto Puente. 
La Cadena de Televisión Estatal, ABC, fue la que se encargó a partir de este año de transmitir el evento a Australia y el resto del Mundo. Su estreno fue bastante criticado tanto durante como después de haber tomado lugar, debido a lo que muchos consideraron como "Poca experiencia y profesionalismo" de los Presentadores, que en algunos momentos se burlaron de la figura del Papa y algunos referentes políticos mundiales y locales, lo cual hizo que muchos pidieran el retorno de Channel Nine o Ten Network para que esos errores no vuelvan a suceder. 
Telstra repitió la fórmula del anterior año respecto a la publicación de su aplicación para smartphones, agregando en esta nueva edición la posibilidad de conectarse a una transmisión de YouTube paralela a la de ABC, que fue creada con fines interactivos y estuvo presentada por el comediante Merrick Watts. La misma obtuvo más de 600.000 vistas e incluyó una actuación especial en vivo del grupo Empire of the Sun, quien cantó algunas de sus canciones más conocidas por casi una hora. 
El Efecto Puente estuvo compuesto por primera vez de tecnología led, e incluyó al Ojo presentado por Mombassa y otras tres formas más: Un OVNI, una estrella azul, y un conteo regresivo de 90 segundos que le dio paso a los Fuegos Artificiales de Medianoche. Mientras los Fuegos Artificiales de la Familia solo se iniciaron en televisión con un comentario de Stephanie Brantz, la presentadora de ABC, estos últimos lo hicieron desde la Casa de la Ópera, adonde al igual que el año anterior, el embajador creativo presionó un botón, esta vez acompañado por Clover Moore, la Alcalde de la Ciudad. 
Los Fuegos Artificiales de la Familia duraron ocho minutos e incluyeron en su soundtrack, producido por s:amplify, canciones como "Home" de Phillip Phillips, "Come & Get It" de Selena Gomez o "Live It Up" de Mental as Anything, la célebre banda en la que se Mombassa se vio involucrado artísticamente hasta principios de los 2000. Los Fuegos Artificiales de Medianoche incluyeron un homenaje a los 40 años del primer concierto de AC/DC con su canción "Thunderstruck" y otro homenaje a los 40 años de la fundación de la Casa de la Ópera, para lo cual se reprodujo una parte del discurso que la Reina Elizabeth II brindó el día de su inauguración. 
Hacia el minuto 7 de esta última muestra, varias cargas pirotécnicas azules fueron lanzadas para formar el "Momento Citi de Color Azul", debido a que dicha institución financiera fue una de las patrocinadoras del evento. En la transmisión televisiva, una marca de agua con su logotipo fue agregada, aunque desapareció tras el final del mismo. 

### Año Nuevo 2014-2015: Inspirar
Sídney recibió el 2015 con el tema "Inspirar". El mismo cobró vida gracias a Jack Thompson, una figura legendaria del cine australiano que fue seleccionada como Embajador Creativo debido a su destacada carrera y su contribución significativa a la industria del entretenimiento. Su presencia y la conexión que supo establecer con la gente proporcionó una plataforma ideal para reflejar como a través de los años, la ciudad fue capaz de inspirar a muchos a través de sus elementos distintivos, la belleza natural que los rodea y su rica y diversa cultura. Esta fue la última edición que tuvo al Embajador Creativo como rol de importancia y la tercera dirigida desde lo creativo por Imagination Australia, que renovó contrato con el Ayuntamiento para continuar liderando con su trabajo por otras tres ediciones más. 
Al igual que en 2013, Telstra realizó una transmisión en vivo paralela a través de YouTube, la cual fue presentada por Luke Jacobz, Em Rusciano, Jules Schiller y Anna Teslik, quienes compartieron los últimos minutos del 2014 en compañía de los artistas Troye Sivan y Tyler Oakley, invitados de honor a la cita. Su aplicación fue nuevamente actualizada e incluyó en esta ocasión la posibilidad de conectarse en vivo (Durante ambas muestras pirotécnicas) a cámaras de 360 grados que fueron colocadas sobre dos drones a varios metros de altura, para que los usuarios disfruten de los fuegos artificiales de una forma especial, pudiendo usar gafas de realidad virtual para ello. Otra función, parecida a la vista en anteriores ocasiones, fue la de escribir tweets usando un hashtag predeterminado que hacía que los mismos aparecieran en ambas bases del Puente de la Bahía, mediante el uso de proyecciones audiovisuales. 
Este fue el segundo año que tuvo a la ABC como transmisora del evento. Su trabajo fue igualmente criticado que el año anterior debido a la exagerada emoción de sus Presentadores, los problemas técnicos en las cámaras al momento de capturar las muestras pirotécnicas y algunos cortes de audio en momentos clave de la transmisión que permitieron que, hacia el final, en la parte de los créditos, se escuche a la Presentadora Julia Zemiro decir "Oh, gracias a Dios", en lo que muchos entendieron como un exabrupto tras el mal resultado del trabajo encarado. 
La DJ Nina las Vegas fue designada para crear el soundtrack de los fuegos artificiales, que incluyó canciones de varios artistas nacionales como Flume, Sable, Basenji, Cashmere Cat y Peking Duk. Sin embargo, por la instauración de diversas cláusulas legales y de copyright, a partir de este año la transmisión internacional brindada por YouTube y los Medios Extranjeros contó con un soundtrack paralelo incapaz de chocar legalmente con las mismas. 
Los Fuegos Artificiales de la Familia y de Medianoche se desarrollaron con normalidad, sincronizado a lo que fue el último Efecto Puente de la historia del evento, que en esta ocasión fue una bombilla de luz y dos Caballitos de Mar con un pequeño corazón parpadeante en su interior. Para rendir homenaje a las víctimas de la toma de rehenes ocurrida el 15 de diciembre en el Café Lindt del distrito central de Martin Place, dos coronas florales fueron colocadas a ambos lados de la bahía con un mensaje de reflexión y optimismo ante lo que supuso ese hecho para la vida de la ciudad. 

### Año Nuevo 2015-2016: La Ciudad del Color
A finales de 2015 se confirmó al tema "La Ciudad del Color" como el elegido para recibir el 2016. "La Ciudad del Color" emergió como un claro tributo a las playas, parques y bulliciosas calles de la ciudad, rodeadas de una destacable diversidad de orígenes, cultura y rica historia. Desarrollada tanto por el Ayuntamiento como por Imagination Australia, la identidad visual de dicha edición fue una impresionante expresión de todas las cosas que han hecho a Sídney una ciudad diversa, acompañada de Flora, Fauna, paisajes, cultura y un entorno que se unió para crear una de las escenas más divertidas y coloridas de su historia, en la que los innovadores diseñadores australianos Romance Was Born y Province proporcionaron ideas y elementos creativos que se llevaron a la práctica desde diferentes aspectos. 
Ante la ausencia de un Efecto Puente, el cual no pudo ser construido debido a la entrada en quiebra de la compañía que lo diseñada y fabricaba, se decidió optar por mejorar las proyecciones en ambas bases del Puente de la Bahía (Haciéndolas más grandes para que cubran toda su estructura, algo que no se había hecho hasta este momento) e instalar una enorme estructura de luces que desde esta edición en adelante se fue perfeccionando, logrando que el Puente de la sensación de "Estar vivo", sincronizándose al soundtrack que a partir de este año empezó a ser producido por Alex Gooden y a los diferentes momentos de la noche. Gran parte de este trabajo se desarrolló con los conocimientos de Ziggy Zegler, Diseñador de Iluminación, que se incorporó permanentemente al equipo de trabajo liderado por Imagination. 
Esta fue la última edición de Telstra como uno de los patrocinadores del evento, la cual lanzó una aplicación para smartphones con funcionalidades muy similares a las vistas en 2012, y la posibilidad de conectarse a una transmisión de YouTube que en esta ocasión no contó con presentadores, y solo mostró los Fuegos Artificiales de la Familia y de Medianoche. Sin embargo, fue la primera vez que nuevos espacios públicos como la Reserva Barangaroo abrieron sus puertas para que vecinos y turistas puedan presenciar los espectáculos. 
Además, uno de los hechos más relevantes fue el retorno de Rhoda Roberts, la persona que fuera Directora Creativa del evento entre 2008 y 2011, quien a partir de esta edición se puso a cargo de la Bienvenida al País para mejorarla y darle más entidad en el programa del evento desde su nuevo rol como Consultora Artística. 
Los Fuegos Artificiales de la Familia rindieron un homenaje a los 200 años de la fundación de los Jardines Reales y a los 100 años de la fundación del Zoológico de Taronga. También, por primera vez, incluyeron el lanzamiento de cargas pirotécnicas diseñadas por un niño de Nueva Gales del Sur, que resultó ganador de un concurso organizado por la ABC, que tuvo en 2015 la primera de sus cuatro ediciones. En tanto, los Fuegos Artificiales de Medianoche incluyeron por primera vez desde 2003 el uso de cargas pirotécnicas lanzadas desde los tensores del Puente de la Bahía, sincronizados a un soundtrack compuesto por Alex Gooden, quien agregó canciones como "Sugar" de Maroon 5, "Lean On" de Major Lazer, "Love me like you do" de Ellie Goulding o "Psycho", de Muse. 
La ABC se encargó de llevar una transmisión presentada por Ella Hooper y Eddie Perfect. La misma fue nuevamente criticada a través de las Redes Sociales debido a su falta de profesionalismo, improvisación y necesidad de incorporar demasiada publicidad a lo largo de la noche, lo cual no sentó bien entre la audiencia. 

### Año Nuevo 2016-2017: "Bienvenidos"
En 2016, el Studio Paperform, fundado por el Ingeniero en Papel Benja Harney, fue el encargado de diseñar la escultura que se destacaría por ser la pieza central de la identidad de "Bienvenida", el tema elegido para despedir aquel año. Dicha escultura, hecha enteramente de papel, tomó más de 600 horas en ser construida y supo reflejar a toda la Bahía de Sídney con sus entornos naturales, la Casa de la Ópera y los rascacielos cercanos. Según detalló la Coproductora Catherine Flanagan, "Bienvenida es un tema que se hizo pensando en aquellos turistas que año a año visitan la mágica ciudad, celebrando su presencia y mostrando al mundo entero la belleza de los fuegos artificiales". 
En su segundo año como Consultora Artística de la Bienvenida al País, Rhoda Roberts logró plasmar un espectáculo más duradero y espectacular que el visto en 2015. Por primera vez, la Casa de la Ópera fue utilizada como parte de la pequeña muestra pirotécnica al final del mismo, tal y como sucedió desde 2013 en adelante con los Fuegos Artificiales de Medianoche. 
Los Fuegos Artificiales de la Familia y la Medianoche, por su parte, incluyeron diversos homenajes musicales y pirotécnicos a Artistas Musicales fallecidos en 2016 que dejaron una huella imborrable en la cultura popular. En el soundtrack producido por Alex Gooden se incluyeron las canciones "Space Oddity" de David Bowie, "Purple Rain" de Prince y un fragmento de la banda musical de la película "Willy Wonka", de Gene Wilder, las cuales fueron acompañadas por cargas pirotécnicas inspiradas en las mismas, lanzadas tanto desde el Puente como desde varias Barcazas situadas alrededor de la Bahía. A su vez, fuegos artificiales alusivos al gran desempeño del Team Australia durante los Juegos Olímpicos de Río de Janeiro y una enorme recreación de la palabra "SYDNEY" fueron otros agregados recordados de ambos espectáculos. 
Por primera vez desde 2013, la cobertura de ABC pudo ser vista internacionalmente desde su canal de YouTube, siendo la primera desde 2013 que no contó con serias polémicas detrás del desempeño de sus Presentadores, tal y como se vio anteriormente. También, este fue el último año en que la emisora 2day FM transmitió en vivo los soundtracks de ambas muestras pirotécnicas. 

### Año Nuevo 2017-2018: "Maravilla"
La temática elegida para recibir al 2018 fue conocida el 23 de octubre como "Maravilla" ("Wonder" en Inglés), la que vino acompañada de la identidad visual hecha en esta ocasión por la artista multidisciplinaria venezolana Nadia Hernández, quien pudo aportar al evento con obras de arte hechas en papel, que representan lo colorido que es la ciudad durante el verano, la vibrante cultura que fluye por ella y su diversidad.
Tras 10 Años donde 2Day FM era la emisora radial oficial del evento, este año la radio local KIIS 106.5 por primera vez fue la encargada de reproducir la música que acompaña los fuegos artificiales de las 9 PM y los de la medianoche, esto después de que el Ayuntamiento renovara los contratos ligados al evento a mitad de Año, como los de la Empresa Foti Fireworks, quien a su vez se aseguró su continuidad en la producción de lo pirotécnico hasta el año 2021.
Durante esta ocasión se produjo la ausencia de la Fiesta VIP del Alcalde, la cual se realizaba desde el año 1996 en la Opera House cuando la víspera de Año Nuevo fue celebrada por primera vez. En mayo de 2017, a través de su cuenta en Facebook, la Alcaldesa Clover Moore confirmó la decisión de cancelar la clásica fiesta, debido a los altos costos que suponían hacerla, sumado al hecho de que la explanada de la Opera de Sídney sería desde 2017 ocupada para grandes obras de refacción y mantenimiento que no permitirían un espacio adecuado hacerla. Otro motivo de la cancelación de la fiesta fue la exclusividad que se generaba alrededor de ella, lo que no permitía que todos pudieran asistir por el alto costo de las entradas a la misma. En su lugar, todo el dinero que se ocupaba para esta realización, fue invertido dentro del Presupuesto Anual de la ciudad para la lucha contra el Calentamiento Global, misión en la que la ciudad de Sídney se ha comprometido en los últimos años.
Con motivo de estos grandes cambios, se tuvo que descentralizar la Producción Televisiva de la Australian Broadcasting Corporation, emisora oficial del evento, que tenía los derechos de ocupar ese lugar debido a los contratos firmados en 2013, estos debieron moverse a otros puntos de la Bahía, desde donde se pudiera controlar la trasmisión, hacer la cobertura y cubrir otros detalles. Lo mismo ocurrió con los Patrocinadores, que en este Año se movieron con sus stands hacia la zona de Dawes Point, al Norte de la Opera.
Si continuaron haciéndose dentro del Día 31, el clásico Pícnic del Alcalde y el Área de Visualización VIP, que siguiendo los lineamientos impuestos por el Ayuntamiento, vieron reducida su capacidad con un poco menos del color que les caracterizaban.
La Ceremonia de Fumadores tuvo un ambiente más inspirador que en anteriores ediciones, siendo una parte de la misma utilizada para homenajear los 40 Años de Hermandad de la Ciudad de Sídney con la de San Francisco, en Estados Unidos, en la cual residen muchísimas Comunidades Aborígenes, las cuales expresaron en un Video sus mejores deseos para el nuevo Año en todo el Mundo, idea impulsada nuevamente por Rhoda Roberts, quien se aseguró su lugar como Productora de este segmento.
En cuanto a la muestra pirotécnica, está inició con un Conteo Regresivo de 10 a 0 Segundos en Números, dibujados con Pirotecnia lanzada desde el Puente, siendo aún más grande que en anteriores años (1 Tonelada más que en 2016). Por primera vez incluyó, dentro del Espectáculo de Medianoche, un "Efecto Cascada" Multicolor, que pagó homenaje a los 40 Años del Mardi Gras que durante enero se hace en la Ciudad para contener y apoyar los Derechos de la Comunidad LGBTQ, como así también la victoria de esta durante el "Si" que el Referéndum por el Matrimonio Igualitario trajo al País hacia finales del Año. Hubo nuevos Colores, Formas, Profundidades y demás Parámetros incluidos, todo esto acompañado por un Soundtrack nuevamente preparado por el Productor Alex Gooden, que incluyó temas como "Go West" de Pet Shop Boys o "Be The One" de Dua Lipa en esos importantes momentos. Incluso el Actor Hugh Jackman colaboró con el diseño de un Fuego Artificial de 20 segundos, el cual en tonos dorados, pago homenaje al Cantante Aborigen Gurrumul Yunupingu, quien falleció en mayo del mismo año-

### Año Nuevo 2018-2019: "El Pulso De Sídney"
Para el Año Nuevo 2018-2019, la Temática de la Víspera se desarrolló en torno a "El Pulso de Sídney". Su Diseño lucía Tonalidades Fuertes que conformaban al Eco de un Parlante, en referencia al Pulso que se siente en la Ciudad, con la energía moviéndose a través de las arterias, creando, colaborando y conduciendo a todos por el camino del cambio y el progreso. Por primera vez en 7 años, este mismo Concepto fue aplicado exclusivamente por el Equipo de "Imagination Australia" y no por un artista de renombre asociado a la Ciudad o Nueva Gales del Sur. Los mismos anunciaron que el Concepto era a su vez una conexión al pasado, haciendo referencia al paso de centenarias generaciones de Aborígenes cuyo trabajo fue asociado a la fuerza de la Tierra, la Música, y se presenta en el sonar que discurre entre los Edificios y Rascacielos, capaces de capturar la imaginación y llevarla a otro terreno.
El 31 de diciembre, los ojos miraron a Sídney una vez más en lo que fue una Noche agradable, con ciertos cambios realizados en el Cronograma de las Actividades. Debido a la fuerte Tormenta desatada en el día, los Eventos previos al Show principal fueron cancelados. La Ceremonia de Fumadores fue trasladada de su Horario tradicional al de las 9:08, iniciando tras el final del Espectáculo de las 9:00 PM. A las 11:00 PM, un momento especial fue añadido, y consistió en varias Proyecciones sincronizadas a la Canción "Great Southern Land", escrita por la Banda Australiana ICEHOUSE y que en esta ocasión fue interpretada por Client Liaison, de camino al Espectáculo de Medianoche.
Las muestras pirotécnicas transcurrieron como lo esperado, tanto a las 9:00 como a las 12:00, incluyendo en el Soundtrack canciones de Artistas Locales como Vera Blue, la Banda The Choirboys, o Amy Shark, y otros Artistas de renombre internacional como Justin Timberlake, Jack River, The Killers o Cher. Hubo un momento en el cual se pagó homenaje a la memoria de la Cantante Aretha Franklin con su Canción "(You Make Me Feel) A Natural Woman" de 1967, tras el fallecimiento de la misma el 16 de agosto de 2018.
Este fue el último año en el cual trabajó "Imagination Australia" desde el Rol de Directores Creativos, culminando 7 Ediciones de este Evento que fueron descriptas como "Verdaderamente Inolvidables". A partir de la Edición de 2019, y tras 7 años, nuevamente es el Ayuntamiento de la Ciudad quien tiene a su cargo la realización y producción de la Víspera, que sigue desarrollándose con base en la huella dejada por sus anteriores Directores.

### Año Nuevo 2019-2020: Unidad
Por primera vez desde 2016, la bienvenida al 2020 se decidió desarrollar sin una Temática que esté presente a lo largo de la Noche. En 2019, el Ayuntamiento de la Ciudad definió que desde ese año y por los siguientes tres, ninguna Víspera contendría referencias a una Temática en particular, sino que estaría centrada en la Ciudad como tal, su Cultura, su Sociedad, y lo que esta es capaz de hacer para cambiar el Mundo en el que todos vivimos. Fue así como en septiembre se presentó este nuevo Concepto, con un Diseño desarrollado por el Estudio Garbett, de renombre internacional. El mismo presentó Tonalidades Frías, con una influencia de Azules y Blancos que concretaron la idea de mejorar la consistencia y evitar la previsibilidad del Evento, algo que el Ayuntamiento decidió tras abandonar "Imagination Australia" el Rol de Directores Creativos al término de la anterior Edición. La nueva característica fue su presencia por tres años en lugar de uno, algo que fue considerado como un cambio icónico en la Historia, que mostró año tras año una Temática diferente con una presentación que se iba actualizando.
Técnicamente, el Espectáculo fue uno de los más coreografiados de la Historia, con los Fuegos Artificiales, las Proyecciones, las Luces, y otro conjunto de Elementos sincronizados a un Soundtrack que en esta ocasión fue diseñado por el DJ Dan Murphy, quien incluyó para el Espectáculo de las 9PM algunas de las Canciones más escuchadas del Año, y para el de la Medianoche una cuidada selección de Canciones hechas por Artistas Australianos, tales como Tina Arena, Sia, Fisher, o Peking Duk. La Estrella de ambas muestras fue sin dudas el "Diamante de Luz", una Estructura colocada sobre la punta del Puente que estuvo conformada por más de 15 Billones de Luces Individuales, las cuales se unieron para hacer el Rayo de Luz más poderoso del Hemisferio Sur, representando al Pueblo Australiano y el Mundo uniéndose entre sí.
Fue destacable el hecho de que debido a fuertes vientos, ambos Espectáculos corrieron el riesgo de no ser llevados a cabo, siendo solo el de las 9PM suspendido y trasladado a las 09:15 por iniciativa del Equipo Organizador del Evento, quien tomó la decisión para evitar accidentes y problemas durante la ejecución de la Muestra.

### Año Nuevo 2020-2021: Somos uno
En 2020, el Mundo entero vivió los efectos provocados por la Pandemia del COVID-19. Durante varios meses, la Ciudad de Sídney no fue ajena a la transmisión comunitaria del Virus, que puso en peligro la realización de muchos Eventos Culturales y Sociales dentro de la misma, entre ellas, la Víspera de Fin de Año. Es en torno a esto que se levantó cierta polémica, ya que diferentes voces clamaban por un lado la cancelación del Evento, y por otro lado su realización, aunque de forma reducida, respetando los correspondientes distanciamientos sociales y medidas de seguridad que la Pandemia implicaba sobre la vida de cada uno de los Asistentes. Finalmente, tras un intenso debate llevado adelante entre el Ayuntamiento de la Ciudad y el Gobierno de Nueva Gales del Sur, se anunció durante el día 25 de septiembre la decisión de llevar adelante el evento con una Agenda de Actividades diferente a la normal, en la cual los Fuegos Artificiales de las 9PM y otros Eventos particulares a lo largo de la Noche se vieron suspendidos. Con un Espectáculo menor a los 12 Minutos de anteriores ediciones, Sídney recibió al 2021 con un mensaje esperanzador y de recuperación para todo el Mundo, afectado por una de las peores Crisis de su Historia.

### Año Nuevo 2021-2022: "Ve a Sídney Brillar"
En 2021, la temática elegida para despedir el Año fue “Ve a Sídney Brillar”. El nombre elegido surgió con la idea de representar a una Ciudad en recuperación tras el impacto económico de la Pandemia por el COVID-19, que afectó a todo el Mundo y sirvió para mostrar la resiliencia, la esperanza y la fuerza de toda la Comunidad frente al Virus.  
El 8 de Diciembre se realizó el primer Evento de Lanzamiento, que contó como siempre con la presencia de la Alcaldesa Clover Moore, quien afirmó que Sídney merecía una fiesta, y que la Víspera de Año Nuevo podría ayudar a los negocios locales y a la industria del turismo, a su vez que iniciaban la recuperación del impacto generado anteriormente por la Pandemia. “Nadie celebra la Víspera de Año Nuevo como Sídney”, afirmó, destacando que la Ciudad estaba preparada para organizar un show capaz de hacer hablar a todo el Mundo. “Siguiendo los desafíos que hemos enfrentado sobre los últimos dos años, Sídney volverá a brillar una vez más, marcando el principio de lo que esperamos sea un maravilloso 2022 para nosotros y el resto del Mundo”, reconoció. 
Para los Fuegos Artificiales Familiares de las 9PM se realizaron proyecciones que iluminaron las bases del Puente de la Bahía con animaciones de Aborígenes bailando en forma de siluetas sobre los colores de la Bandera Aborigen, complementadas con un único y especialmente creado repertorio de canciones. Dichos Fuegos Artificiales pagaron homenaje a la belleza y a la riqueza de las primeras naciones australianas, sus prácticas culturales y su crianza continua, llevando una impronta determinada por el Artista Local Blak Douglas, de estrecha relación con la Comunidad Aborigen en la Ciudad.  
Celebrando 25 años detrás de la creación del mayor espectáculo de Fuegos Artificiales de Año Nuevo en el Mundo sobre la Bahía de Sídney, los maestros pirotécnicos en la Compañía de Fuegos Artificiales Foti presentaron un colorido espectáculo de disfrute y esperanza para el futuro que consistió en estallidos de neón, nuevos y mejorados colores como el Magenta, Cian, Lima y Violeta, y efectos como luces estroboscópicas blancas, conchas que cambian de color y fuegos artificiales giratorios de plata, cada uno diseñado como torbellinos, los cuales hicieron que el espectáculo evocara energía y optimismo a través de los colores.  
Mediante un repertorio de canciones muy diferente al visto en ediciones anteriores, creado por el Dúo The Presets, los Fuegos Artificiales de las 12PM incluyeron más cargas pirotécnicas que nunca antes, lanzadas desde la Casa de la Ópera, el Puente y 5 barcazas dispuestas alrededor de la Bahía. Con 6000 cargas pirotécnicas colocadas alrededor de su estructura, se logró hacer que el Puente luzca tal y como si estuviera realizando una danza de colores, gracias a nuevos e interesantes efectos cambiantes que hicieron de este un espectáculo memorable.  

### Año Nuevo 2022-2023: Diversidad e inclusión
El 30 de noviembre de 2022 se realizó la presentación de esta nueva edición de la Víspera, que repitió por primera vez en la historia del Evento la temática utilizada el año anterior. De esta manera, bajo el nombre "Ve a Sídney Brillar", la bienvenida al 2023 se realizó celebrando la selección de la Ciudad como organizadora del WorldPride 2023, un evento de carácter internacional creado para promover a escala internacional la normalización de los derechos de las lesbianas, gais, bisexuales y transexuales (Orgullo LGBT) a través de desfiles, festivales y otras actividades culturales que en dicha edición irían anexadas al programa de eventos del Mardi Gras, a llevarse a cabo durante el Mes de Febrero. Es por este motivo que a Medianoche el Puente de la Bahía se iluminó con los colores de la Bandera LGBT, que transformaron al mismo en un gigantesco y vivido Arcoíris.   
Más de 100.000 efectos pirotécnicos fueron lanzados en esta ocasión, ocupando 4 diferentes Rascacielos ubicados alrededor de la Bahía por primera vez en 10 años. "Después de los desafíos visualizados durante los últimos años, estamos orgullosos de volver a darle la bienvenida a turistas de todas partes del Mundo y de nuestro País, esperando el inicio de lo que será un seguro, pacífico y fabuloso año 2023", remarcó la Alcaldesa Clover Moore.   
Los Fuegos Artificiales de las 9PM fueron los que más novedades presentaron en esta ocasión, teniendo una producción minuciosamente realizada por Carmen Glynn-Braun y Dennis Golding de Re-Right, un colectivo artístico que se unió a la Artista Aborigen Nadeena Dixon para crear una muestra de 8 minutos que narró la resiliencia de la Mujer en las Comunidades Aborígenes y su rol en la protección de cada uno de los territorios nativos. Las cargas pirotécnicas lanzadas se inspiraron en el cielo, la tierra y el agua para crear nuevas formas y colores que asombraron a toda la multitud presente.   
El Soundtrack de los Fuegos Artificiales de las 9PM fue creado por el Artista Rowan Savage, quien decidió evocar la memoria del Pueblo Aborigen a través de efectos de sonido muy especiales que cuentan una historia milenaria en torno a las primeras Culturas que habitaron la Región. De forma casi similar, el Soundtrack de los Fuegos Artificiales de las 12PM, fue creado por el Productor y Vocalista Stace Cadet en conjunto con la Cantante KLP, complementando a una muestra de 12 minutos con un carácter cinemático de drama y luz. Fue la tercera ocasión en la cual el Soundtrack de ambas muestras evitó el uso de canciones convencionales, pasando a darle una impronta mucho más personal al Evento y su transmisión internacional.

### Año Nuevo 2023-2024: Una noche, muchas maneras de celebrar
Sídney marco la transición al 2024 con un evento cargado de la innovación y la continuidad de diferentes prácticas establecidas en anteriores ediciones del mismo, bajo la temática "Una Noche: Varias Maneras de Celebrar".      
A las 19:30 HS, el Barco “Mari Nawi” de la Corporación Aborigen “Guerrero Tribal” surco la Bahía con varios Aborígenes que realizaron su tradicional Ceremonia de Fumadores y Reconocimiento al País, limpiando el ambiente con Hojas de Eucalipto quemadas y preparando el ambiente para el inicio del nuevo año.
En lo que fue una primicia histórica, la Inteligencia Artificial (IA) se hizo presente mediante la creación de diversos segmentos animados que se proyectaron en los pilares del Puente de la Bahía a lo largo de toda la noche, marcando así la innovación histórica que este evento tuvo año tras año en este tipo de aspectos. A esto se le agregaron otras proyecciones visuales inspiradas en el Cielo y la Luna, como así también un homenaje a la Fundación Nacional del Cáncer de Mamá, Socio Benéfico Oficial de esta edición, que hizo que las mismas tomen el típico color rosa que identifica a la lucha contra esa enfermedad.
Los fuegos artificiales de las 09:00 HS fueron producidos este año por la Empresa Aborigen “Somos los Guerreros”, la cual celebró el pasado, presente y futuro de los Pueblos Aborígenes y del Estrecho de Torres, entregando un profundo mensaje de unidad y reconocimiento. El Soundtrack para dichos Fuegos Artificiales fue creado por los Artistas 18YOMAN y Nooky, el cual contó la historia de resistencia que tuvo Pemulwuy, uno de los Guerreros Aborígenes más reconocidos del Periodo Colonial. 
Para la Medianoche, los fuegos artificiales se lanzaron desde 6 Barcazas, 4 Pontones, el Puente de la Bahía, 5 Edificios del Distrito Financiero y la Casa de la Ópera, que celebró 50 años de su fundación con el lanzamiento de múltiples cargas doradas y plateadas a lo largo de los 12 minutos del espectáculo. Peter Goodwin, conocido artísticamente como “The Sweats”, fue el encargado de diseñar el Soundtrack que acompañó a la muestra, el cual encarno el espíritu festivo de todos aquellos que se encontraban presente en ese momento.
Una vez más, el Ayuntamiento de la Ciudad colaboró con las diferentes Agencias Gubernamentales para garantizar una celebración segura, siendo la primera vez desde 2020 que muchos de los puntos dispuestos para observar los espectáculos pirotécnicos fueron abiertos gratuitamente al público. A esto se le agregó el Sitio Web del evento, que fue presentado en Septiembre, sirvió para obtener información detallada sobre todas las áreas de acceso, puntos de vista, transportes disponible y detalles generales. El mismo, a diferencia de lo visto en ediciones previas, tomo una apariencia muy minimalista, alejada del aspecto artístico y colorido que supo tener alguna vez.
En conjunto con la transmisión llevada adelante por la ABC y la Radio KIIS, se pudo generar una experiencia inmersiva que permitió el disfrute colectivo de la noche.

### Año Nuevo 2024-2025: La Fuerza de Barangaroo
El 4 de septiembre de 2024 se presentó oficialmente el sitio web de las celebraciones, que se destacó por un diseño minimalista en tonos oscuros, simbolizando la energía y el dinamismo de la temática elegida para recibir el 2025, que fue "La Fuerza de Barangaroo", una mujer indígena icónica de la nación Cammeraygal, que fue la protagonista central del evento. La elección de Barangaroo reflejó el creciente protagonismo de las mujeres en la producción del evento, en un intento de resaltar su conexión con la naturaleza, el agua y la tradición.       
Por segundo año consecutivo, la empresa aborigen “Somos los Guerreros” lideró el diseño y ejecución de los fuegos artificiales de las 09:00 HS. Este espectáculo buscó reflejar la excelencia creativa y la resiliencia de los Pueblos Aborígenes de Australia y del Estrecho de Torres. A través de un enfoque narrativo, artistas indígenas presentaron obras visuales que capturaron la esencia de sus tradiciones, acompañadas por una Soundtrack producido nuevamente por 18YOMAN y Nooky, que fusionó elementos culturales y contemporáneos.       
El Espectáculo de Medianoche introdujo un cambio sin precedentes en el uso del Puente de la Bahía de Sídney. Por primera vez, se lanzaron fuegos artificiales desde ambos lados del puente, marcando un hito en la historia del evento. Tradicionalmente, solo el lado este había sido utilizado para la pirotecnia, pero esta innovación permitió que los espectadores en el lado oeste disfrutaran de vistas igual de espectaculares. Adicionalmente, nuevas áreas del puente como los arcos inferiores, hangares y pasarelas del lado oeste, fueron utilizadas también por primera vez para las cargas pirotécnicas, representando esto el uso más completo del puente desde su debut en el Espectáculo que conmemoró el 75º aniversario de la Marina Real Australiana, en 1986. A su vez, se introdujo una nueva novedad, como lo fue el uso de Drones capaces de despedir cargas pirotécnicas desde las alturas. Esta idea, utilizada por primera vez en Australia, se desarrolló en el espacio ocupado entre el Puente y la Casa de la Ópera, con 600 efectos pirotécnicos que sorprendieron a toda la multitud.        
La narrativa de la historia de Barangaroo se complementó con proyecciones en los pilares del puente, que representaron la conexión de la mujer aborigen y sus guerreras con el mar y la pesca en la bahía. A lo largo de la proyección, se pudo ver la danza fluida de Barangaroo, que, mediante tecnología de captura de movimiento y el uso de la inteligencia artificial generativa, transformó las escenas representadas en diferentes elementos marinos como corales, algas, peces y pulpos. Estas piezas de arte digital fueron acompañadas por un soundtrack compuesto por la Artista Luna Pan, que integró géneros musicales variados como música orquestal, techno house, reggae y más, con el fin de reflejar la fuerte energía femenina que caracteriza a Barangaroo.
A las 10:00 PM, se desarrolló el "Momento Rosa", un tributo anual a la Fundación Nacional del Cáncer de Mama, durante el cual varios puntos icónicos de la ciudad se iluminaron de rosa. Este año, por primera vez, también se iluminaron en rosa diez edificios adicionales de la ciudad.
- «Foti International Fireworks Pty Ltd».

- «Ver los fuegos artificiales de Sydney en fin de año».

- «Artículo sobre controversias de ABC» (en inglés).